# Samantabhadra (dżinizm)
Samantabhadra (ok. 550) – dżinijski mnich zaliczany do tradycji digambarów, filozof i poeta.

## Dzieła
- Rozprawa o autorytecie zwana także Hymnem na cześć boskiej tradycji
- Pouczenie o poprawności logicznej
- Hymn o samoistnych
- Nauka komponowania hymnów